# 遊佐站

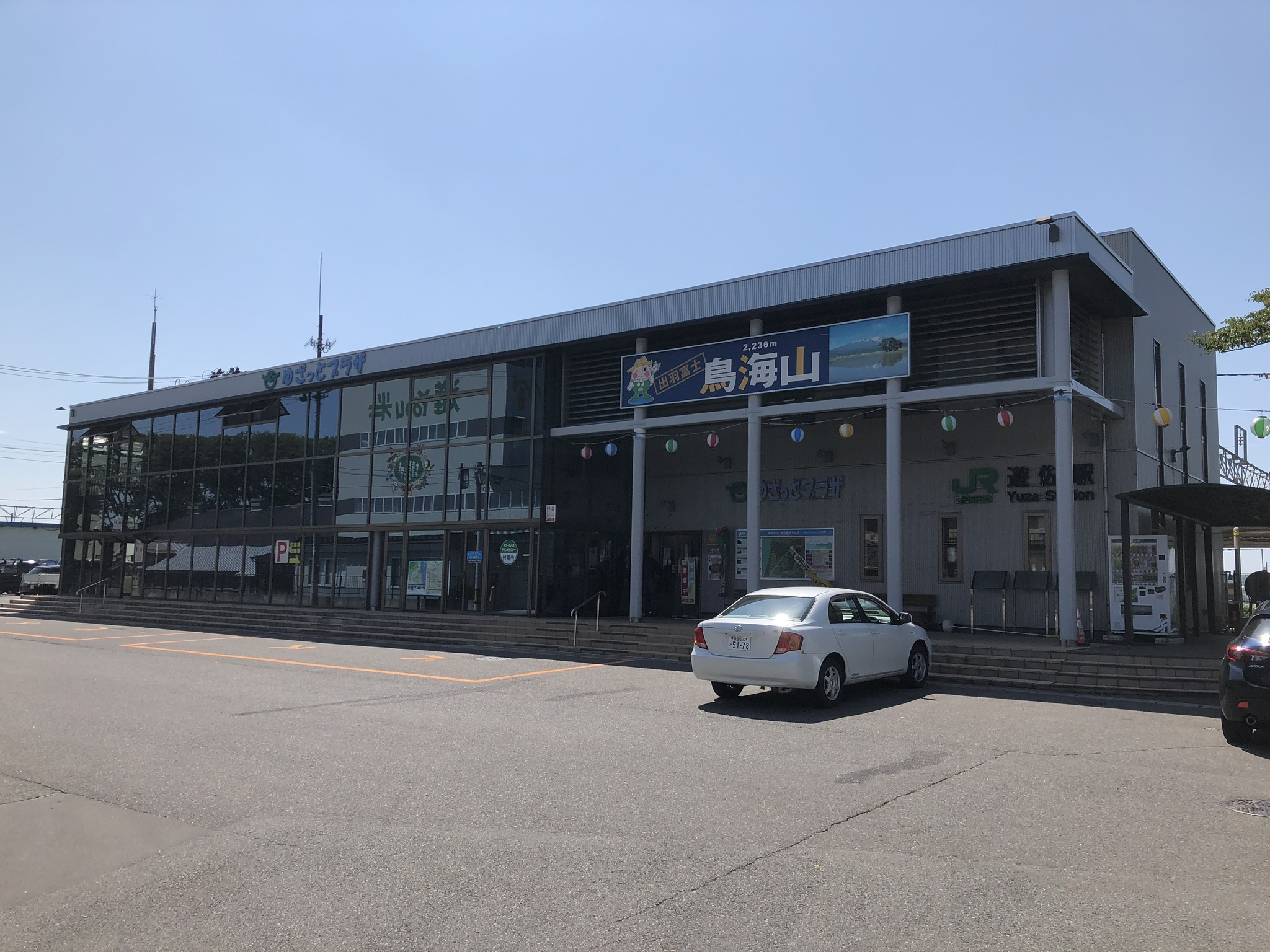
車站大樓（2019年8月）

遊佐站（日语：／ Yuza eki */?）是位於山形縣飽海郡遊佐町遊佐字南田筋42番2號，東日本旅客鐵道（JR東日本）的羽越本線車站。
特急「稻穗」停靠此站。

## 歷史
- 1919年（大正8年）12月5日：陸羽西線酒田站至此站之間開業，此站啟用。
- 1920年（大正9年）7月20日：陸羽西線此站至吹浦站之間開業。
- 1924年（大正13年）4月20日：陸羽西線鼠關站至羽後岩谷站之間編入至羽越線。
- 1925年（大正14年）11月20日：隨著支線與赤谷線啟用，羽越線改名為羽越本線。
- 1986年（昭和61年）11月1日：成為簡易委託車站。
- 1987年（昭和62年）4月1日：伴隨國鐵分割民營化，車站由東日本旅客鐵道（JR東日本）營運。
- 2007年（平成19年）8月：開始建設新車站大樓，並開始使用臨時車站大樓。
- 2008年（平成20年）3月1日：新車站大樓開始使用，在大樓同新設遊佐元町地域交流中心。
- 2010年（平成22年）4月1日：管理站由象潟站改為羽後本莊站。

## 車站構造
車站是一座地面車站，設有1面1線的單式月台和1面2線的島式月台，共設有2面3線的月台。各月台之間設有跨線橋連接。
此站是由羽後本莊站管理的簡易委託車站（只有閘口業務）。車站設有POS終端，可發售JR全線車票和特急票，在Eki-Net商業中也可發售指定席票（從前使用費用補充卷）。
在2008年3月1日起，「遊佐元町地域交流中心」啟用，註中心設置於新車站大樓中。新車站大樓是一座2層高，使用鋼架建成的建築物，第1層設有車站設施、NPO法人遊佐鳥海觀光協會和町銀齡人材中心，第2層設有遊佐町商工會（車站設施以外的設施於同年4月1日開始使用）。

### 月台
| 月台 | 路線      | 上下行 | 方向               |
| ---- | --------- | ------ | ------------------ |
| 1    | ■羽越本線 | 上行   | 酒田方向           |
| 2    | ■羽越本線 | 下行   | 秋田方向（待避線） |
| 3    | ■羽越本線 | 下行   | 秋田方向           |

## 使用狀況
根據JR東日本數據，在2019年度（令和元年度）1日平均乘車人次為150人。
以下列出近年乘車人次變化：
| 年度               | 1日平均 乘車人次 | 參考資料        |
| ------------------ | ---------------- | --------------- |
| 2000年（平成12年） | 314              | [ 利用客数 2 ]  |
| 2001年（平成13年） | 309              | [ 利用客数 3 ]  |
| 2002年（平成14年） | 310              | [ 利用客数 4 ]  |
| 2003年（平成15年） | 299              | [ 利用客数 5 ]  |
| 2004年（平成16年） | 302              | [ 利用客数 6 ]  |
| 2005年（平成17年） | 291              | [ 利用客数 7 ]  |
| 2006年（平成18年） | 276              | [ 利用客数 8 ]  |
| 2007年（平成19年） | 261              | [ 利用客数 9 ]  |
| 2008年（平成20年） | 254              | [ 利用客数 10 ] |
| 2009年（平成21年） | 262              | [ 利用客数 11 ] |
| 2010年（平成22年） | 247              | [ 利用客数 12 ] |
| 2011年（平成23年） | 237              | [ 利用客数 13 ] |
| 2012年（平成24年） | 229              | [ 利用客数 14 ] |
| 2013年（平成25年） | 218              | [ 利用客数 15 ] |
| 2014年（平成26年） | 190              | [ 利用客数 16 ] |
| 2015年（平成27年） | 199              | [ 利用客数 17 ] |
| 2016年（平成28年） | 202              | [ 利用客数 18 ] |
| 2017年（平成29年） | 180              | [ 利用客数 19 ] |
| 2018年（平成30年） | 169              | [ 利用客数 20 ] |
| 2019年（令和元年） | 150              | [ 利用客数 1 ]  |

## 車站周邊
- 遊佐町公所
- 遊佐郵局
- 國道345號（日语：国道345号）
- 山形縣立遊佐高等學校（日语：山形県立遊佐高等学校）
- 酒田警署（日语：酒田警察署）遊佐派出所
- Arcland坂本（日语：ホームセンタームサシ）遊佐店
- 庄內綠農業協同組合遊佐分所
- 莊內銀行（日语：荘内銀行）遊佐分店

## 巴士路線
- 遊佐町營巴士
  - 與校巴共同使用同一班次並免費乘坐。

## 相鄰車站
東日本旅客鐵道
■羽越本線
- 特急「稻穗」停車站

南鳥海－遊佐－吹浦

## 注腳

### 使用狀況
1. 1 2  . 東日本旅客鉄道.   [2020-07-13]. （原始内容存档于2020-07-10） （日语）.
2. ↑  . 東日本旅客鉄道.   [2019-02-27]. （原始内容存档于2018-02-13） （日语）.
3. ↑  . 東日本旅客鉄道.   [2019-02-27]. （原始内容存档于2019-04-02） （日语）.
4. ↑  . 東日本旅客鉄道.   [2019-02-27]. （原始内容存档于2019-04-02） （日语）.
5. ↑  . 東日本旅客鉄道.   [2019-02-27]. （原始内容存档于2019-03-27） （日语）.
6. ↑  . 東日本旅客鉄道.   [2019-02-27]. （原始内容存档于2019-02-23） （日语）.
7. ↑  . 東日本旅客鉄道.   [2019-02-27]. （原始内容存档于2019-04-02） （日语）.
8. ↑  . 東日本旅客鉄道.   [2019-02-27]. （原始内容存档于2019-04-02） （日语）.
9. ↑  . 東日本旅客鉄道.   [2019-02-27]. （原始内容存档于2019-04-02） （日语）.
10. ↑  . 東日本旅客鉄道.   [2019-02-27]. （原始内容存档于2019-02-22） （日语）.
11. ↑  . 東日本旅客鉄道.   [2019-02-27]. （原始内容存档于2019-04-02） （日语）.
12. ↑  . 東日本旅客鉄道.   [2019-02-27]. （原始内容存档于2019-04-02） （日语）.
13. ↑  . 東日本旅客鉄道.   [2019-02-27]. （原始内容存档于2019-04-02） （日语）.
14. ↑  . 東日本旅客鉄道.   [2019-02-27]. （原始内容存档于2019-03-27） （日语）.
15. ↑  . 東日本旅客鉄道.   [2019-02-27]. （原始内容存档于2019-03-06） （日语）.
16. ↑  . 東日本旅客鉄道.   [2019-02-27]. （原始内容存档于2019-03-06） （日语）.
17. ↑  . 東日本旅客鉄道.   [2019-02-27]. （原始内容存档于2019-03-23） （日语）.
18. ↑  . 東日本旅客鉄道.   [2019-02-27]. （原始内容存档于2019-02-14） （日语）.
19. ↑  . 東日本旅客鉄道.   [2019-02-27]. （原始内容存档于2019-03-25） （日语）.
20. ↑  . 東日本旅客鉄道.   [2019-07-21]. （原始内容存档于2019-07-05） （日语）.

## 外部連結
- 車站資訊（遊佐）：東日本旅客鐵道（日語）